# Jan Bury (ur. 1942)
Jan Bury (ur. 20 lutego 1942 w Băhrinești) – polski działacz społeczny, urzędnik i inżynier, poseł na Sejm VI kadencji.

## Życiorys
Urodził się podczas II wojny światowej na obszarze ówczesnej Mołdawskiej SRR. Absolwent Liceum Ogólnokształcącego w Trzebnicy z 1960. Ukończył studia na kierunku melioracji i budownictwa wodnego na Wydziale Melioracji Wodnych Wyższej Szkoły Rolniczej we Wrocławiu z tytułem zawodowym magistra inżyniera. Odbył podyplomowe studia w Akademii Polonijnej w Częstochowie (praktyczne aspekty integracji z UE oraz zarządzanie i organizacja placówek pomocy społecznej i opiekuńczo-wychowawczych).
Przez ponad dwadzieścia lat do 1994 pracował w rzeszowskiej delegaturze Najwyższej Izbie Kontroli, później przeszedł na emeryturę.
Społecznie został przewodniczącym Fundacji Pomocy Młodzieży im. Jana Pawła II „Wzrastanie” (która swoją opieką objęła ponad 400 podopiecznych w placówkach na terenie województwa podkarpackiego) oraz dyrektorem domu dla dzieci w Łopuszce Małej, gdzie zamieszkał. Był również prezesem zarządu Fundacji Semper Fidelis na rzecz Archidiecezji Lwowskiej.
W wyborach parlamentarnych w 2007 jako bezpartyjny kandydat z listy Prawa i Sprawiedliwości uzyskał mandat poselski, otrzymując w okręgu krośnieńskim 6652 głosy. W 2011 bez powodzenia ubiegał się o reelekcję. W 2012 zasiadł w kapitule konkursu „Dobry Klimat dla Rodziny”.
Jest wdowcem, ma dwóch synów (księdza i lekarza).

## Odznaczenia
- Krzyż Kawalerski Orderu Odrodzenia Polski (2004)[6]
- Złota Odznaka „Za opiekę nad zabytkami” (1999)[7]
- Pro Ecclesia et Pontifice[2]
- Order Uśmiechu